# Torneo europeo di roller derby 2014
Il torneo europeo di roller derby 2014, prima edizione di tale competizione (European Tournament), si è tenuto a Mons, in Belgio, dal 6 al 7 settembre 2014 ed è stato vinto dalla Francia.

## Impianti
Distribuzione degli impianti del torneo europeo di roller derby 2014

## Partecipanti
| Nazione     | Leghe di provenienza delle giocatrici |
| ----------- | ------------------------------------- |
| Belgio      |                                       |
| Danimarca   |                                       |
| Francia     |                                       |
| Galles      |                                       |
| Germania    |                                       |
| Paesi Bassi |                                       |
| Portogallo  |                                       |
| Spagna      |                                       |

## Risultati e classifiche

### Tabellone
|  | Quarti di finale | Quarti di finale |          |        | Semifinali                | Semifinali                |  |  | Finale | Finale |
|  |                  |                  |          |        |                           |                           |  |  |        |        |
|  | QF1              |                  |          |        |                           |                           |  |  |        |        |
|  |                  |                  |          |        |                           |                           |  |  |        |        |
|  | Francia          | 271              |          |        |                           |                           |  |  |        |        |
|  | Francia          | 271              | SF1      |        |                           |                           |  |  |        |        |
|  | Portogallo       | 58               |          |        |                           |                           |  |  |        |        |
|  | Portogallo       | 58               | Francia  | 277    |                           |                           |  |  |        |        |
|  | QF2              |                  | Francia  | 277    |                           |                           |  |  |        |        |
|  |                  | Paesi Bassi      | 101      |        |                           |                           |  |  |        |        |
|  | Galles           | Paesi Bassi      | 101      | 82     |                           |                           |  |  |        |        |
|  | Galles           |                  |          | 82     |                           |                           |  |  |        |        |
|  | Paesi Bassi      | 113              |          |        |                           |                           |  |  |        |        |
|  | Paesi Bassi      | 113              | Francia  | 136    |                           |                           |  |  |        |        |
|  | QF3              |                  | Francia  | 136    |                           |                           |  |  |        |        |
|  |                  | Germania         | 127      |        |                           |                           |  |  |        |        |
|  | Spagna           | Germania         | 127      | 32     |                           |                           |  |  |        |        |
|  | Spagna           | SF2              |          | 32     |                           |                           |  |  |        |        |
|  | Germania         | 255              |          |        |                           |                           |  |  |        |        |
|  | Germania         | 255              | Germania | 264    | Finale per il terzo posto | Finale per il terzo posto |  |  |        |        |
|  | QF4              |                  | Germania | 264    | Finale per il terzo posto | Finale per il terzo posto |  |  |        |        |
|  |                  | Belgio           | 105      |        |                           |                           |  |  |        |        |
|  | Danimarca        | Belgio           | 105      | 79     | Paesi Bassi               | 142                       |  |  |        |        |
|  | Danimarca        |                  |          | 79     | Paesi Bassi               | 142                       |  |  |        |        |
|  | Belgio           | 82               |          | Belgio | 202                       |                           |  |  |        |        |
|  | Belgio           | 82               |          |        | 202                       |                           |  |  |        |        |
|  |                  |                  |          |        |                           |                           |  |  |        |        |
|  |                  |                  |          |        |                           |                           |  |  |        |        |

|  | Semifinali | Semifinali | Semifinali |           |        | Quinto Posto  | Quinto Posto  | Quinto Posto  |  |
|  |            |            |            |           |        |               |               |               |  |
|  | Portogallo | Portogallo | 78         |           |        |               |               |               |  |
|  | Portogallo | Portogallo | 78         |           |        |               |               |               |  |
|  | Galles     | Galles     | 167        |           |        |               |               |               |  |
|  | Galles     | Galles     | 167        |           | Galles | Galles        | 264           |               |  |
|  |            |            |            |           | Galles | Galles        | 264           |               |  |
|  |            |            | Danimarca  | Danimarca | 200    |               |               |               |  |
|  | Spagna     | Spagna     | Danimarca  | Danimarca | 200    | 96            |               |               |  |
|  | Spagna     | Spagna     |            |           |        | 96            |               |               |  |
|  | Danimarca  | Danimarca  | 126        |           |        | Settimo posto | Settimo posto | Settimo posto |  |
|  | Danimarca  | Danimarca  | 126        |           |        |               |               |               |  |
|  |            |            |            |           |        |               |               |               |  |
|  |            |            |            |           |        | Portogallo    | Portogallo    | 96            |  |
|  |            |            |            |           |        | Portogallo    | Portogallo    | 96            |  |
|  |            |            |            |           |        | Spagna        | Spagna        | 286           |  |

### Quarti di finale
| Quaregnon 6 settembre 2014, ore 12:00 Incontro 1 | Francia | 271 – 58 | Portogallo | Salle Edgard Hismans |

| Quaregnon 6 settembre 2014, ore 13:15 Incontro 2 | Galles | 82 – 113 | Paesi Bassi | Salle Edgard Hismans |

| Quaregnon 6 settembre 2014, ore 14:30 Incontro 3 | Spagna | 32 – 255 | Germania | Salle Edgard Hismans |

| Quaregnon 6 settembre 2014, ore 15:45 Incontro 4 | Danimarca | 79 – 82 | Belgio | Salle Edgard Hismans |

### Semifinali
| Quaregnon 6 settembre 2014, ore 19:30 Incontro 7 | Francia | 277 – 101 | Paesi Bassi | Salle Edgard Hismans |

| Quaregnon 7 settembre 2014, ore 11:00 Incontro 8 | Germania | 264 – 105 | Belgio | Salle Edgard Hismans |

### Fase di consolazione

#### Semifinali 5º - 8º posto
| Quaregnon 6 settembre 2014, ore 17:00 Incontro 5 | Portogallo | 78 – 167 | Galles | Salle Edgard Hismans |

| Quaregnon 6 settembre 2014, ore 18:15 Incontro 6 | Spagna | 96 – 126 | Danimarca | Salle Edgard Hismans |

### Finali

#### Finale 7º-8º posto
| Quaregnon 7 settembre 2014, ore 12:45 Incontro 9 | Portogallo | 96 – 286 | Spagna | Salle Edgard Hismans |

#### Finale 5º-6º posto
| Quaregnon 7 settembre 2014, ore 14:30 Incontro 10 | Galles | 264 – 200 | Danimarca | Salle Edgard Hismans |

#### Finale 3º-4º posto
| Quaregnon 7 settembre 2014, ore 16:15 Incontro 11 | Paesi Bassi | 142 – 202 | Belgio | Salle Edgard Hismans |

#### Finale
| Quaregnon 7 settembre 2014, ore 18:00 Incontro 12 | Francia | 136 – 127 | Germania | Salle Edgard Hismans |

## Classifica finale
| Pos.    | Squadra     | %     | G | V | S | PF  | PS  | DP   |
| ------- | ----------- | ----- | - | - | - | --- | --- | ---- |
| Oro     | Francia     | 1.000 | 3 | 3 | 0 | 684 | 286 | +398 |
| Argento | Germania    | .667  | 3 | 2 | 1 | 646 | 273 | +373 |
| Bronzo  | Belgio      | .667  | 3 | 2 | 1 | 389 | 485 | -96  |
| 4       | Paesi Bassi | .333  | 3 | 1 | 2 | 355 | 561 | -206 |
| 5       | Galles      | .667  | 3 | 2 | 1 | 513 | 391 | +122 |
| 6       | Danimarca   | .333  | 3 | 1 | 2 | 405 | 442 | -37  |
| 7       | Spagna      | .333  | 3 | 1 | 2 | 414 | 477 | -63  |
| 8       | Portogallo  | .000  | 3 | 0 | 3 | 232 | 724 | -492 |

## Campione
| Campione d'Europa 2014 Francia (1º titolo) |